# スポーツ振興投票の実施等に関する法律
スポーツ振興投票の実施等に関する法律（スポーツしんこうとうひょうのじっしとうにかんするほうりつ、平成10年法律第63号）は、スポーツ振興くじに関する法律である。

## 構成
- 第1章 総則（第1条 - 第3条）
- 第2章 スポーツ振興投票の対象となる試合等（第4条 - 第5条の2）
- 第3章 スポーツ振興投票の実施（第6条 - 第20条）
- 第4章 スポーツ振興投票に係る収益の使途（第21条・第22条）
- 第5章 スポーツ振興投票対象試合開催機構（第23条 - 第29条）
- 第6章 雑則（第30条・第31条）
- 第7章 罰則（第32条 - 第42条）
- 附則